# Guillaume de Baillou

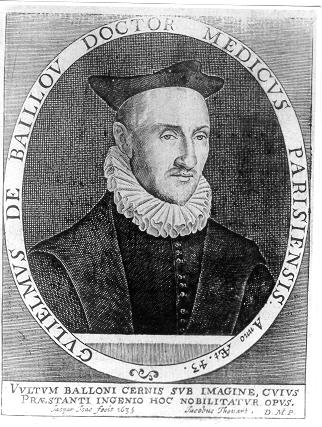
Guillaume de Baillou

Guillaume de Baillou (latinisiert auch Ballonius; * 1538 in Paris; † 1616 ebenda) war ein französischer Arzt und Begründer der modernen Epidemiologie.
Guillaume de Baillou wurde 1570 promoviert. Bis 1616 lehrte er in Paris an der Universität, wo er 1580 auch Dekan der Medizinischen Fakultät war.
Er war Schüler von Jean Fernel (1497–1558), dem Leibarzt von Heinrich II. Baillou arbeitete später in dieser Position für Heinrich IV.
Die Begriffe Rheuma und Rheumatismus wurden im moderneren Sinne erstmals in seinem 1642 veröffentlichten Werk Liber de Rheumatismo et Pleuritide dorsali verwendet. Er glaubte zwar, beeinflusst von den Lehren des Corpus Hippocraticum, nach der damaligen Lehre der Körpersäfte (Humoralpathologie), dass kalter Schleim vom Gehirn herab zu den Extremitäten fließe und die entsprechenden Beschwerden (etwa vagierende Schmerzen unter der Haut, vor allem aber in den Gelenken und Muskeln) auslöse, verzichtete jedoch in eigenen genauen Beschreibungen seiner Beobachtungen auf Spekulationen.

## Schriften
- Opera medica omnia. Venedig 1634–1636.
- Epidemiorum et ephemeridum libri duo. Paris 1640.
- Liber de rheumatismo et pleuritide dorsali. Paris 1642.